# Mageia
Mageia /maʒeja/ est une distribution Linux éditée par une association française à but non lucratif : Mageia.org. La distribution est née en 2010 d'un fork communautaire de Mandriva Linux, sur l'initiative d'anciens employés du groupe Edge IT, filiale de Mandriva. Mageia est gérée par une association à but non lucratif dès le départ. La première version de Mageia est sortie le 1er juin 2011.

## Nom et logo
Le terme mageia — μαγεία en grec — signifie « magie » en français. C'est un clin d'œil à Mandrake le magicien d'où est issu le nom de la distribution Mandriva Linux.
Le logotype originel est l'œuvre d'Olivier Faurax (proposition archivée sur flickr), résultat d'un concours organisé entre septembre et novembre 2010 ayant reçu 430 propositions de quelque 113 artistes. Ce premier logo a été remplacé par la version encore en vigueur en 2022 lors de la sortie de Mageia 3.

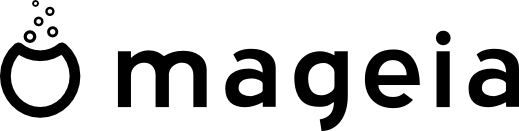
Logo originel issu du concours
Logo de Mageia pour les versions 3 et supérieures

## Création
Le 18 septembre 2010, un groupe — composé d'anciens employés du groupe Edge IT, filiale de Mandriva, et de membres de la communauté — a annoncé la création d'un fork communautaire de Mandriva Linux, appelé Mageia. Les membres de la communauté viennent de divers horizons mais étaient tous contributeurs de la distribution Mandriva Linux,. Le groupe explique qu'il ne veut plus être dépendant des fluctuations économiques et des changements stratégiques de la société.
L'organisation de Mageia est assurée et coordonnée par l'Association Mageia.Org, regroupant plusieurs anciens employés de Mandriva/Edge-IT et des contributeurs. Les employés sont issus pour la plupart de la vague de licenciements économiques résultant de la liquidation judiciaire de la société Edge-IT (en 2010), filiale du groupe Mandriva.
Mageia soutient le projet LibreOffice dès le début car les deux projets sont nés dans des conditions similaires (LibreOffice après le rachat de Sun Microsystems par Oracle).
La première version de Mageia est sortie le 1er juin 2011. Créée à partir du code source de Mandriva Linux 2010.1, Mageia 1 n'apporte pas encore d’originalité la distinguant nettement sur le plan technique. C'est surtout du point de vue structurel notamment, que les deux distributions diffèrent : Mageia est gérée par une association à but non lucratif, contrairement à Mandriva Linux.

## Popularité
Pour l'année 2013, la distribution Mageia était classée quatrième distribution la plus populaire par le site Distrowatch. En 2016 elle sort du top 10, et dans la première moitié des années 2020 elle oscille entre la 17e et la 42e position.
En 2017, la révélation que les serveurs de l'infrastructure Mageia fonctionnaient sous des versions anciennes voire périmées de la distribution a provoqué l'inquiétude des utilisateurs.

## Captures d'écrans
Ci-dessous quelques bureaux d'origine (ou très peu personnalisés) :

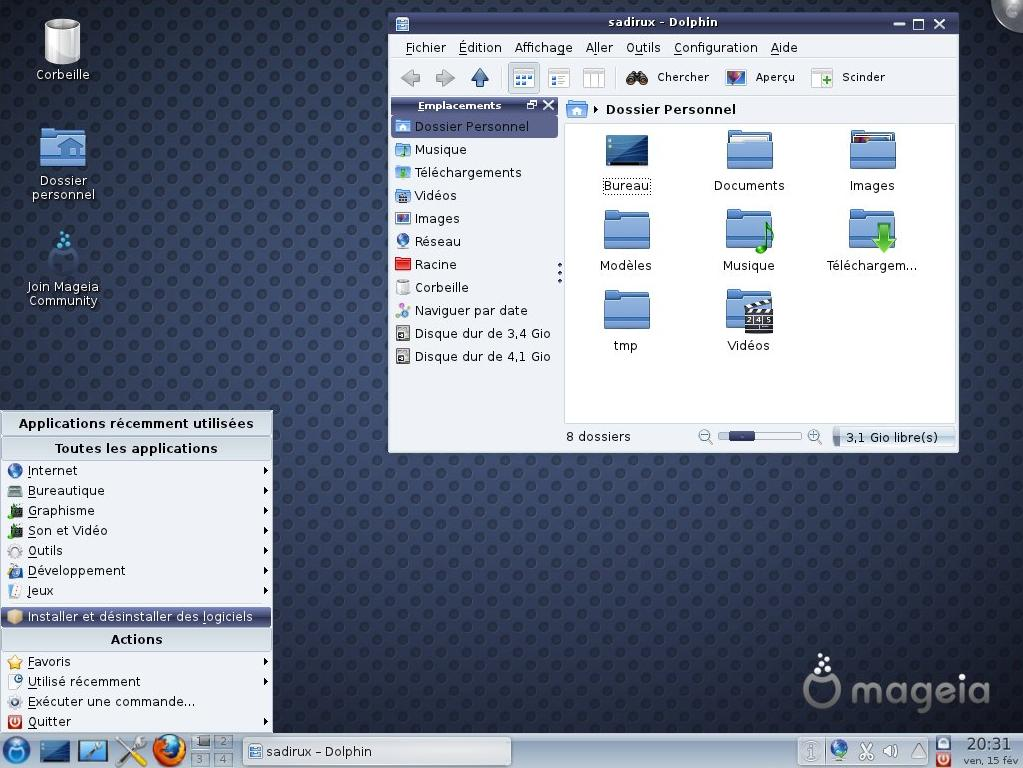
Mageia 1 KDE 4.6.2
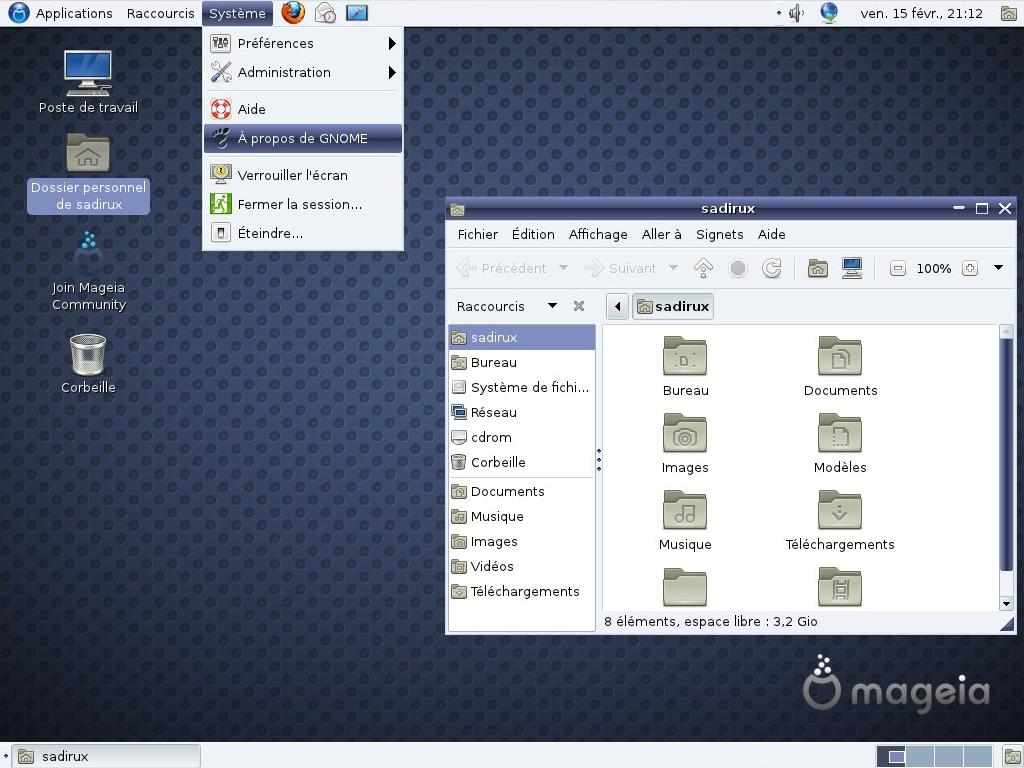
Mageia 1 GNOME 2.32
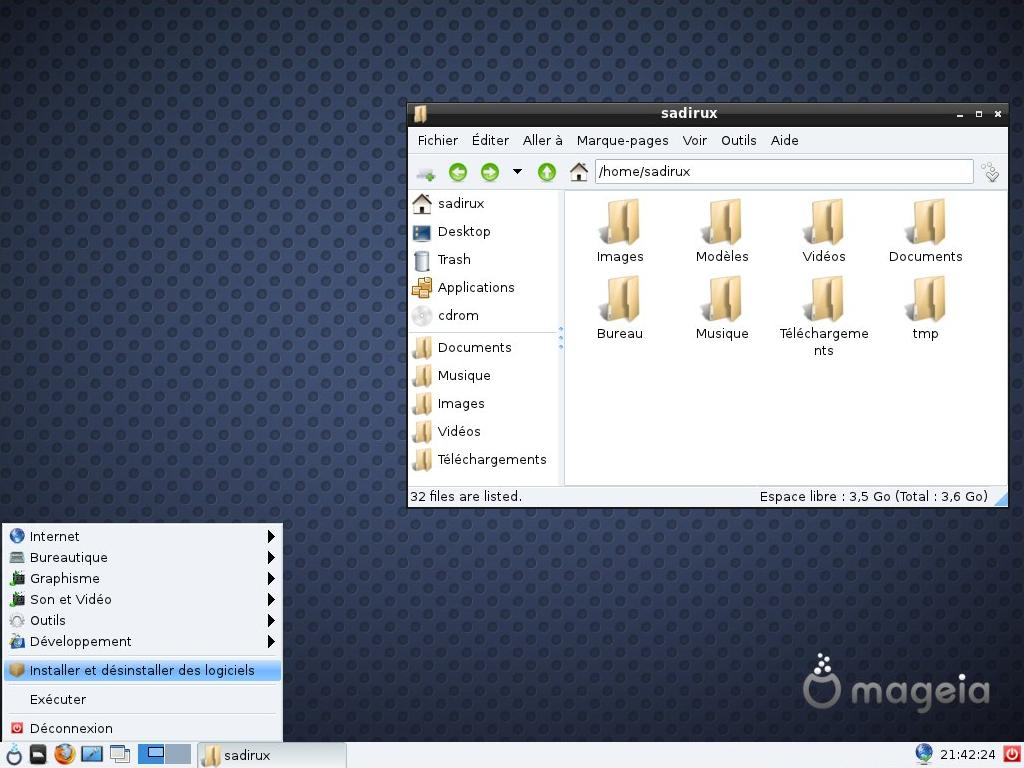
Mageia 1 LXDE
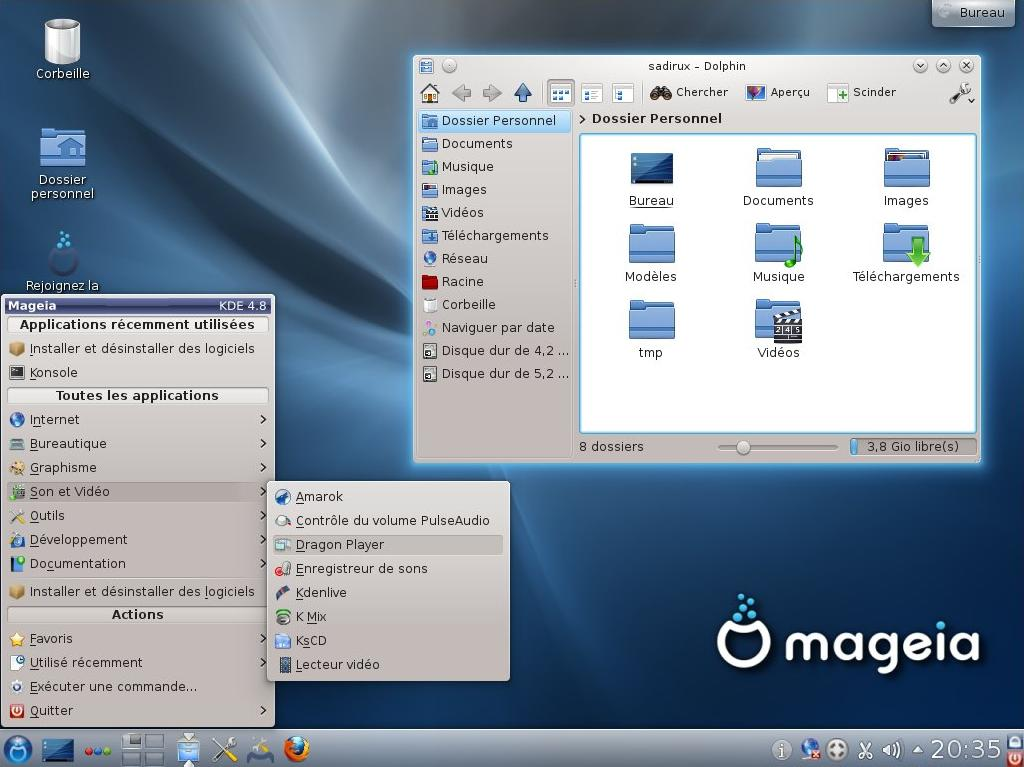
Mageia 2 KDE 4.8.2
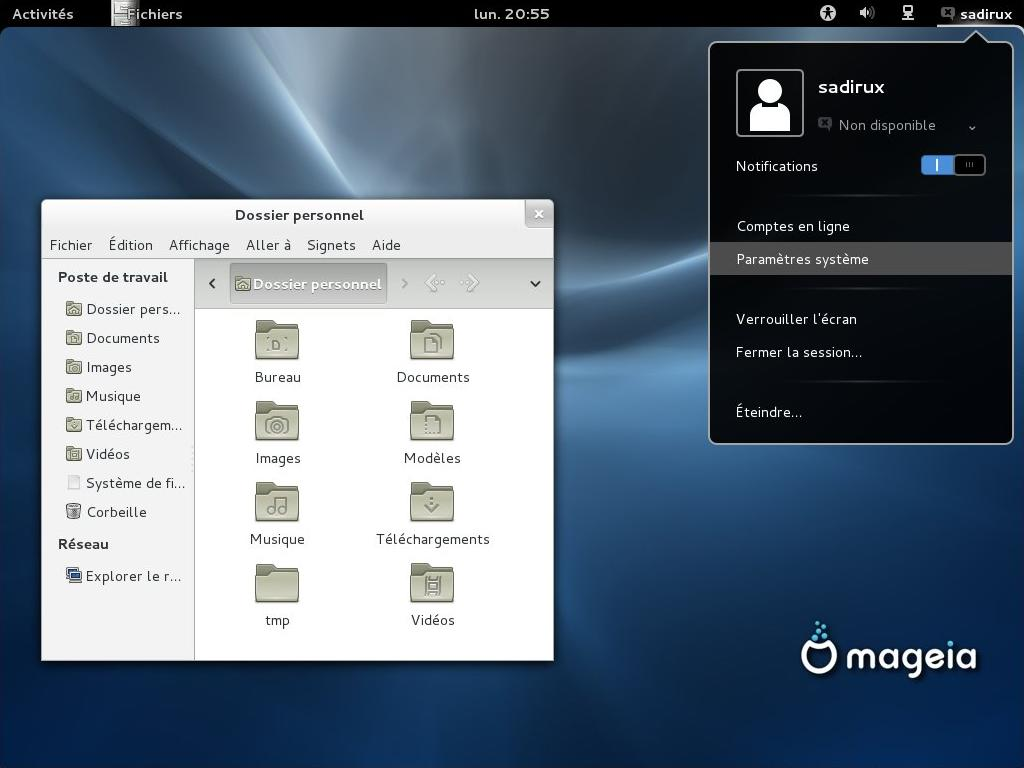
Mageia 2 GNOME 3.4.1
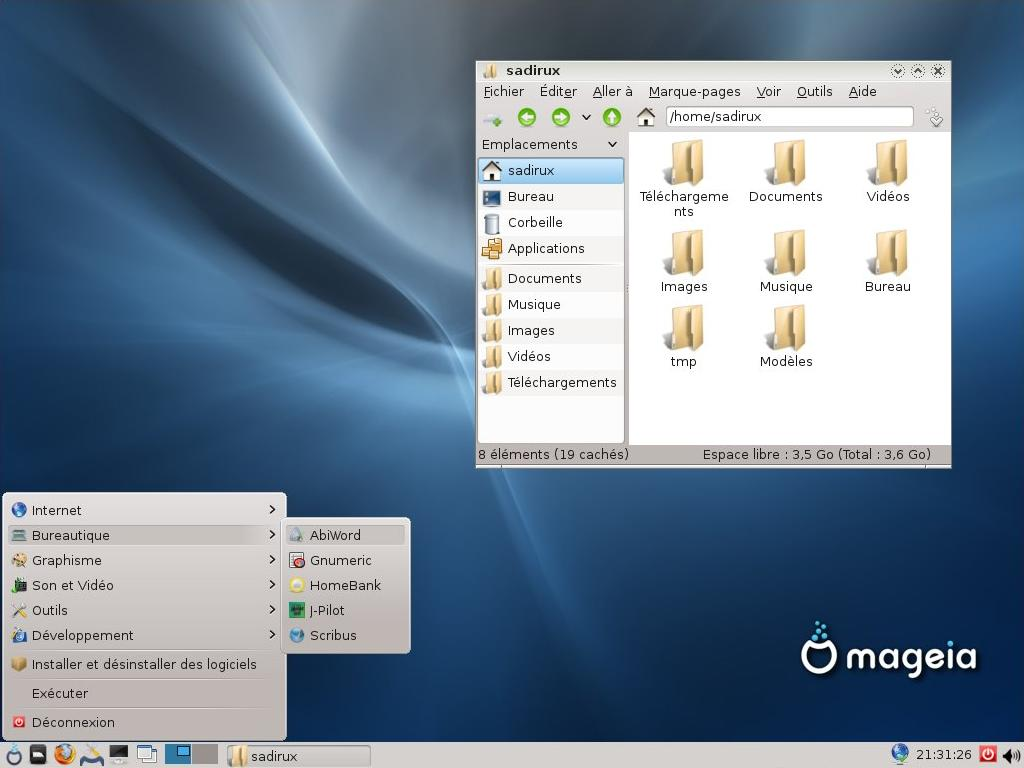
Mageia 2 LXDE
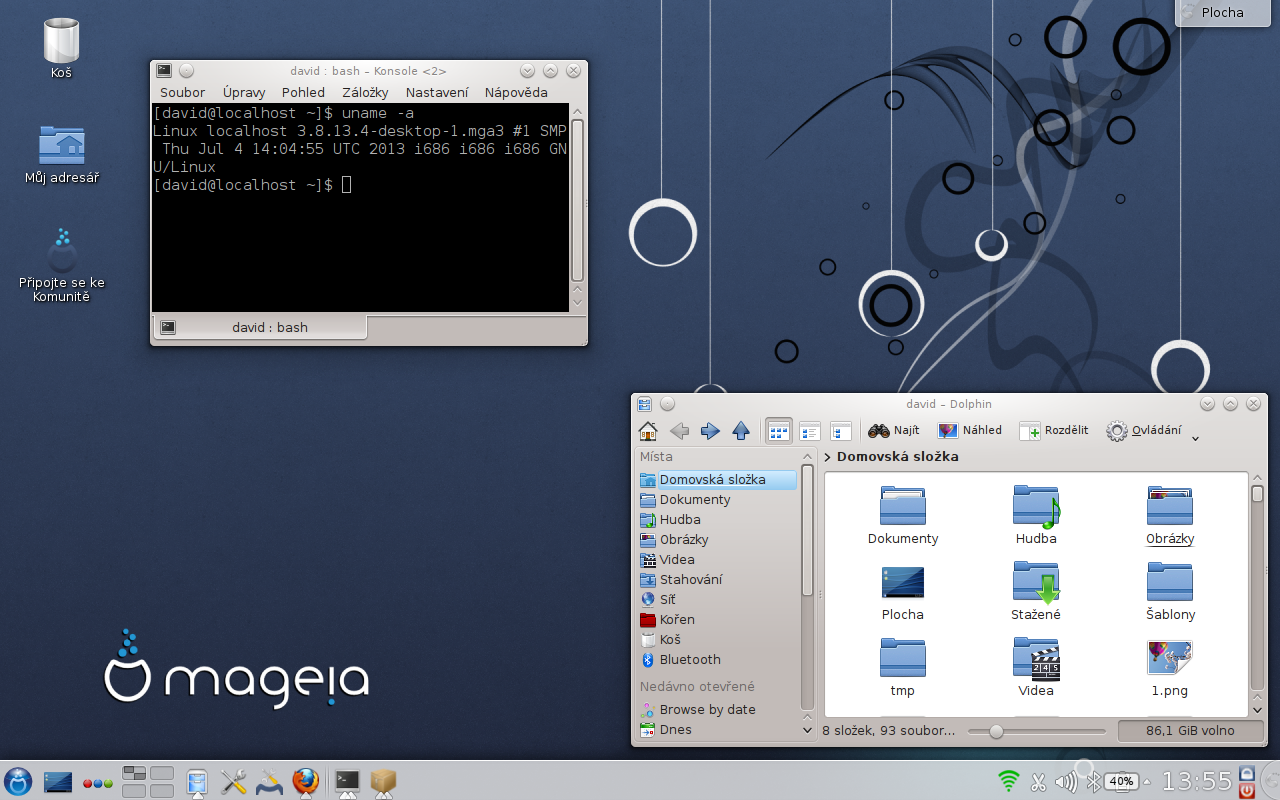
Mageia 3 KDE 4.10.2
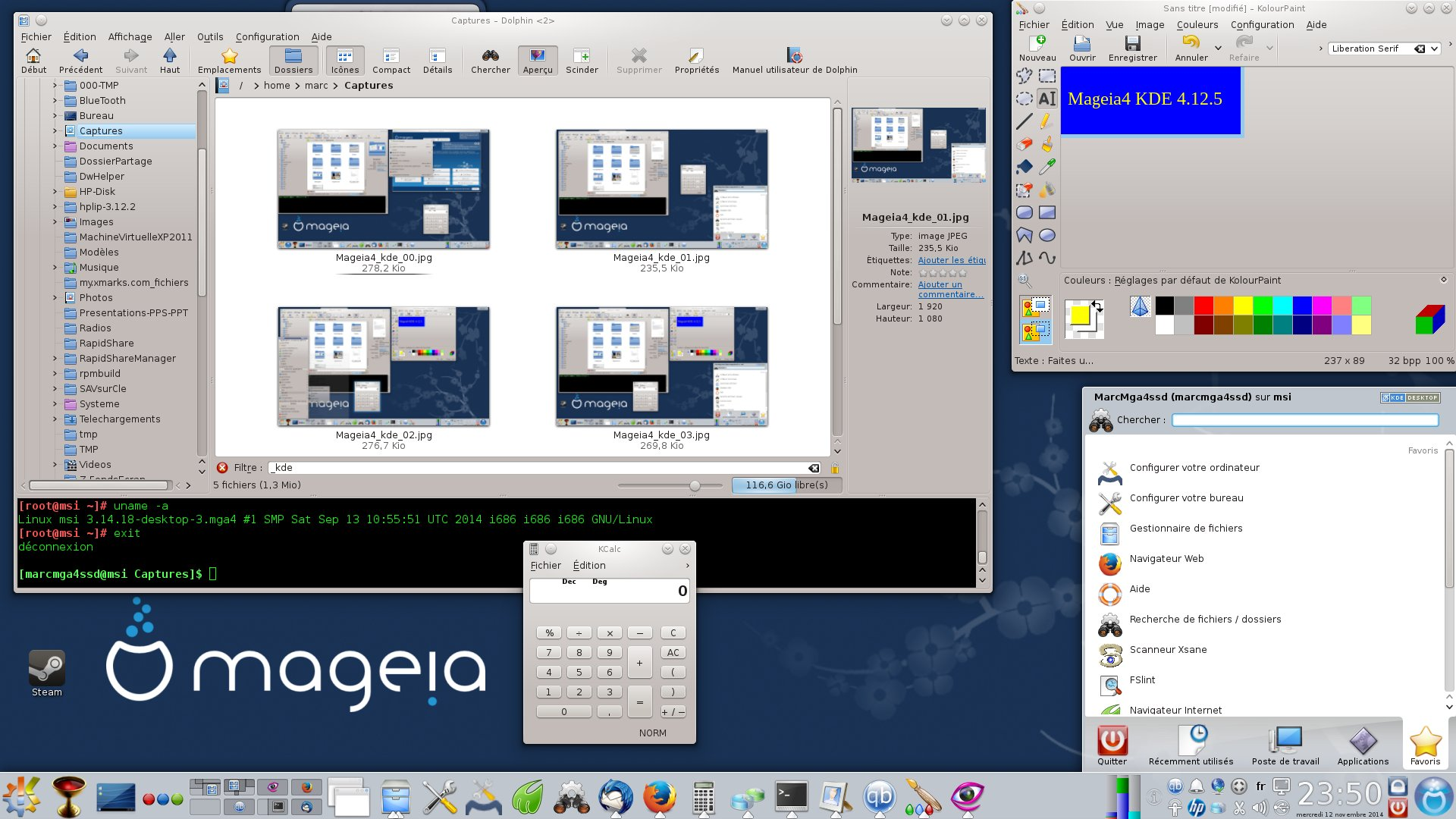
Mageia 4 KDE 4.12.5
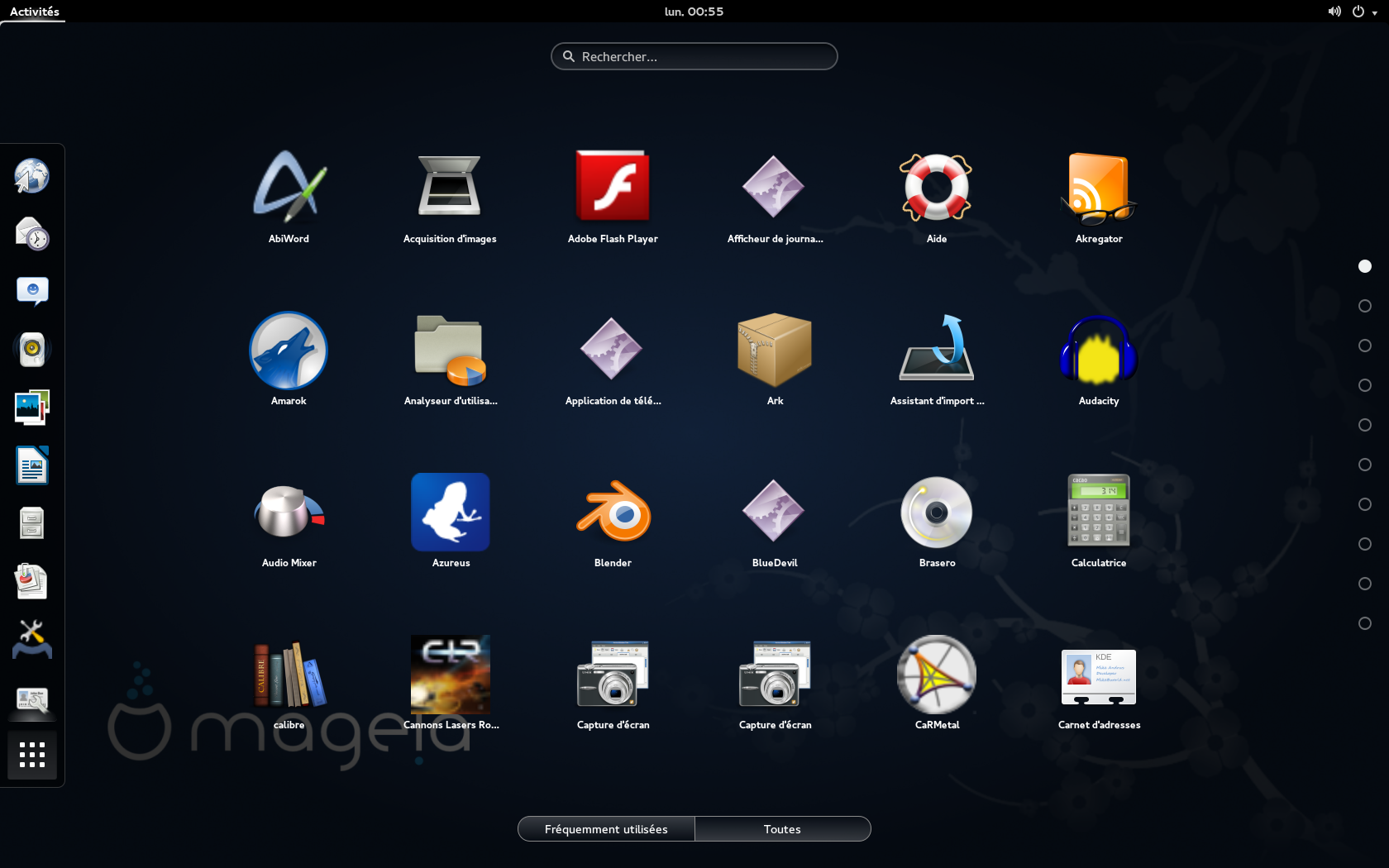
Mageia 4 Gnome 3.10.1
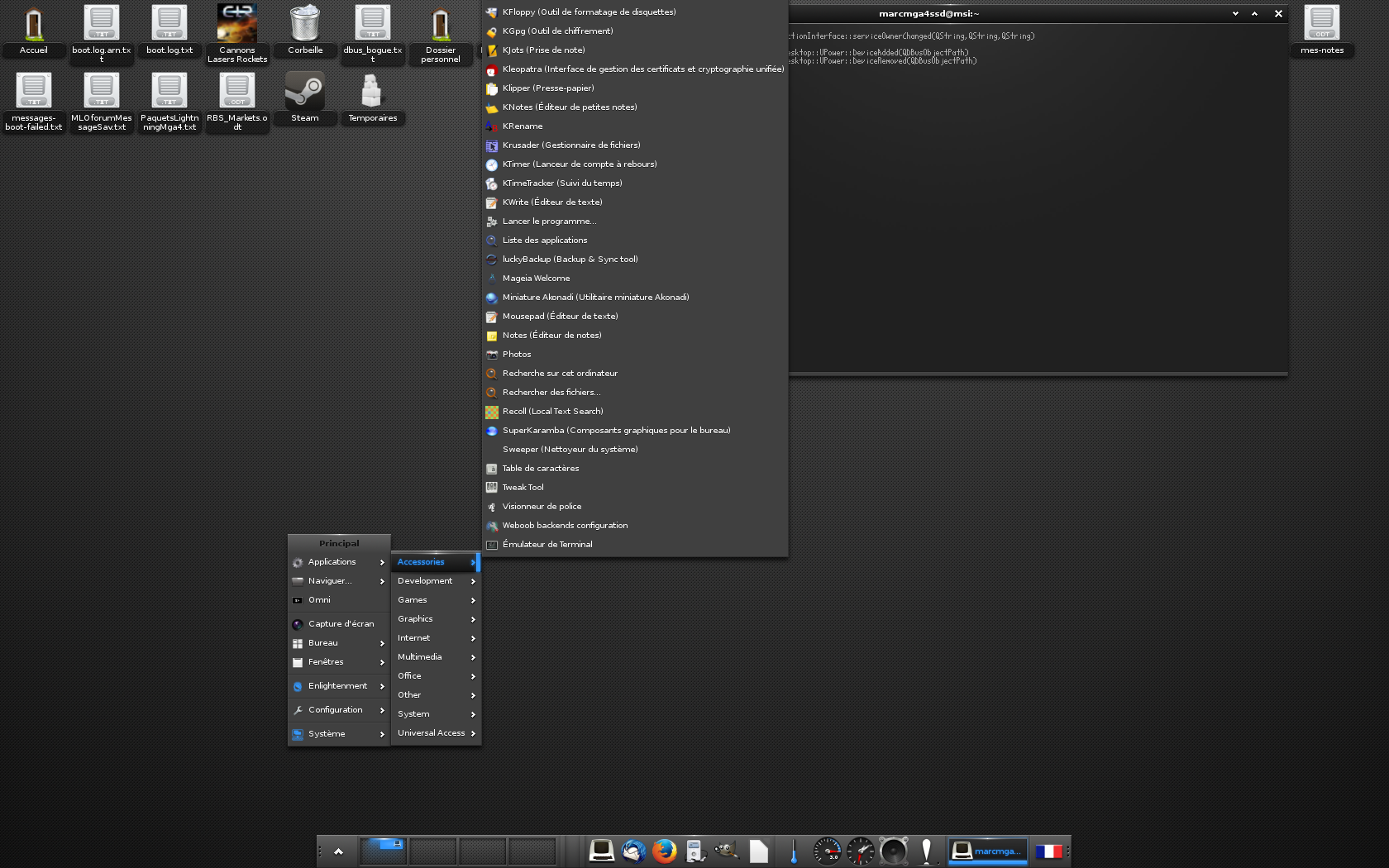
Mageia 4 E17
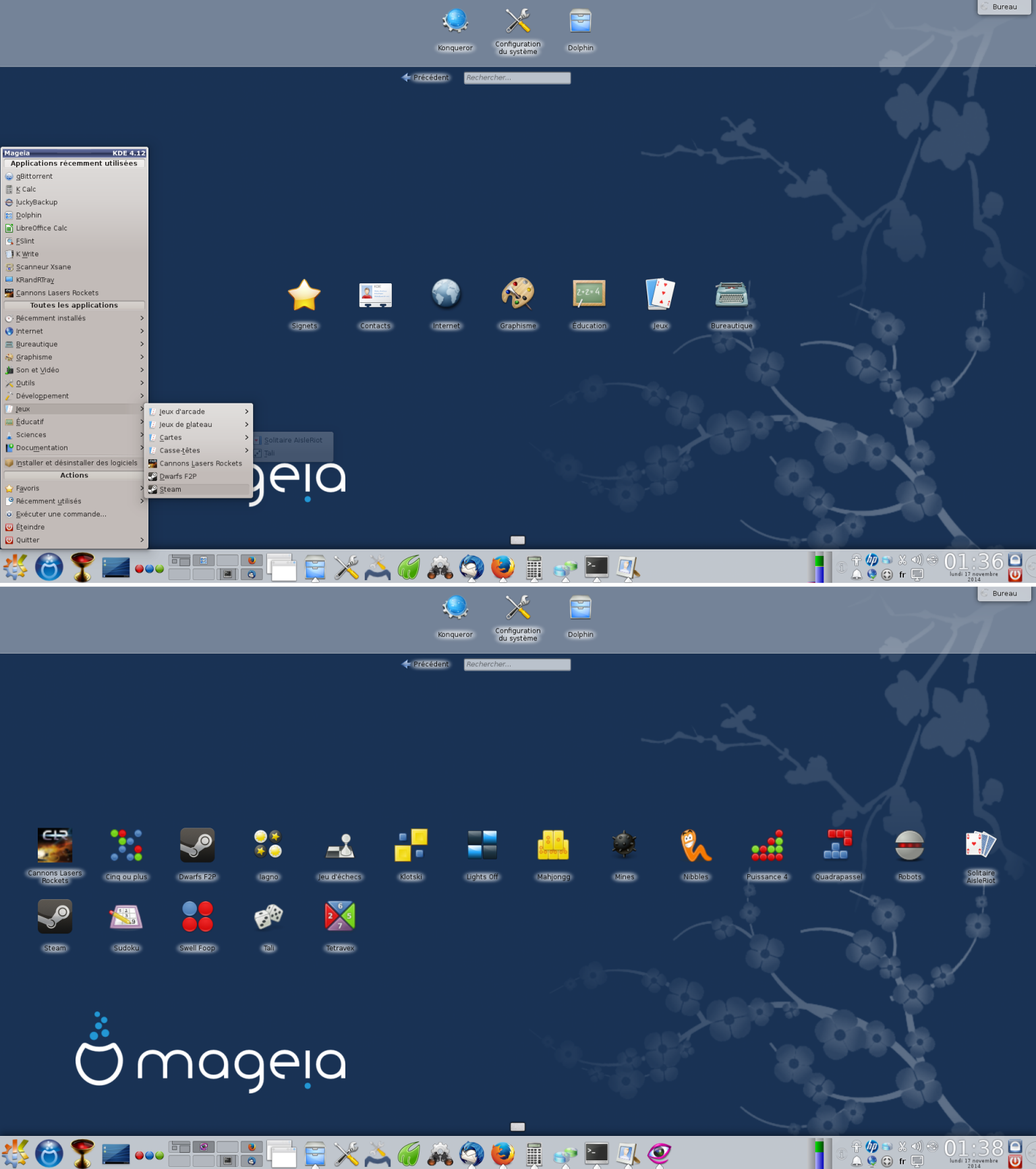
KDE Rechercher/Lancer
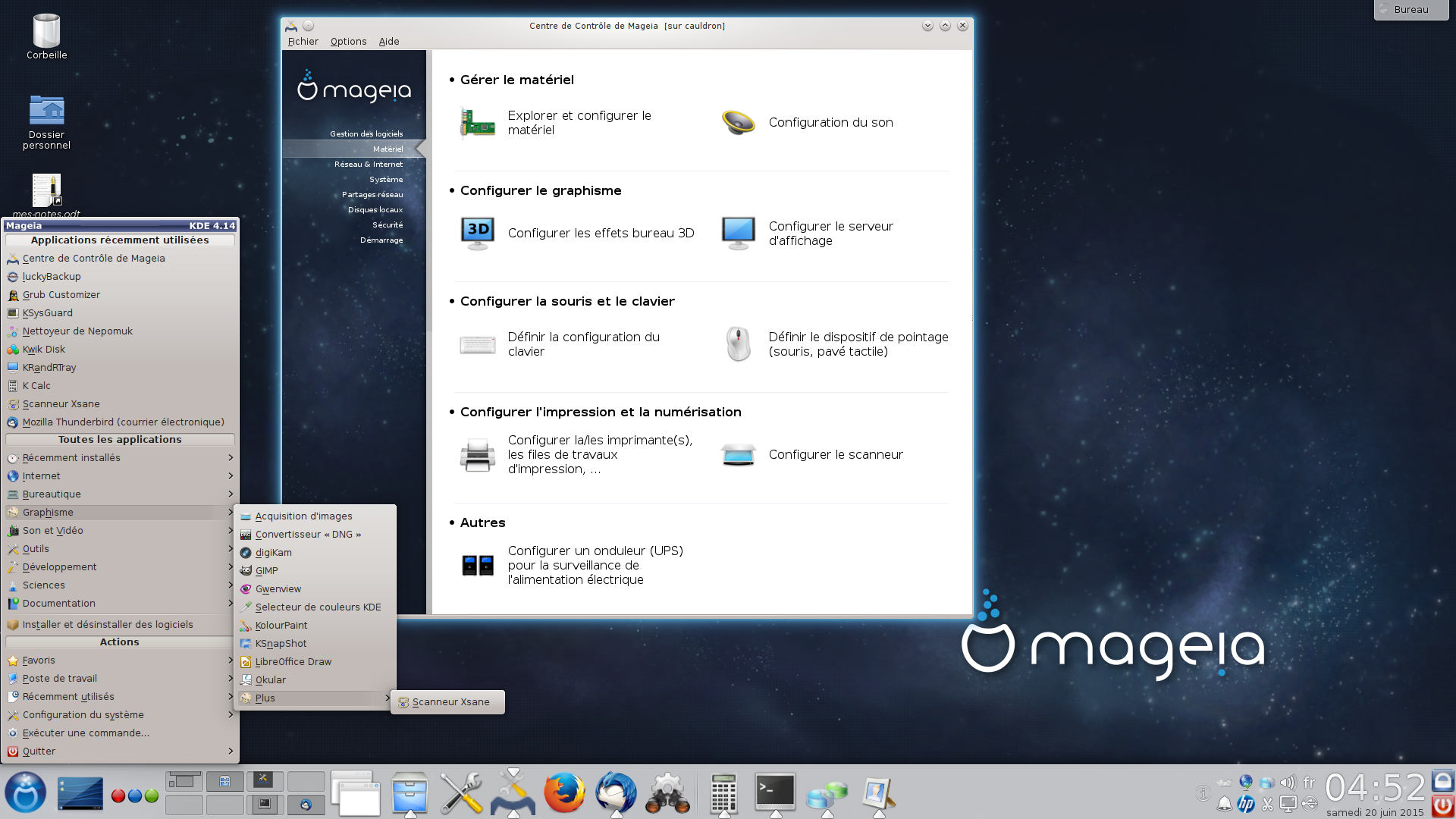
Mageia 5 KDE 4.14
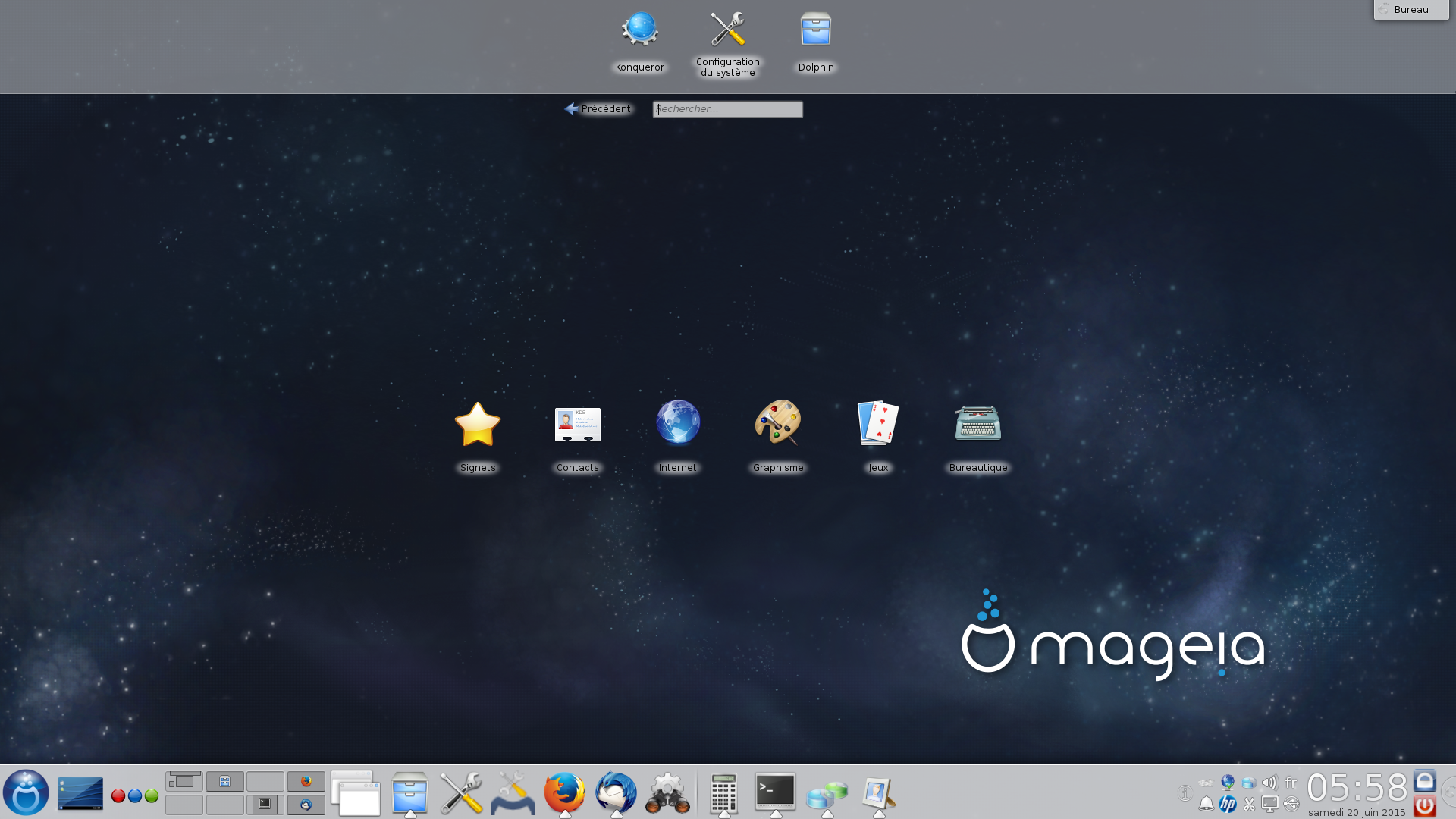
KDE Rechercher/Lancer
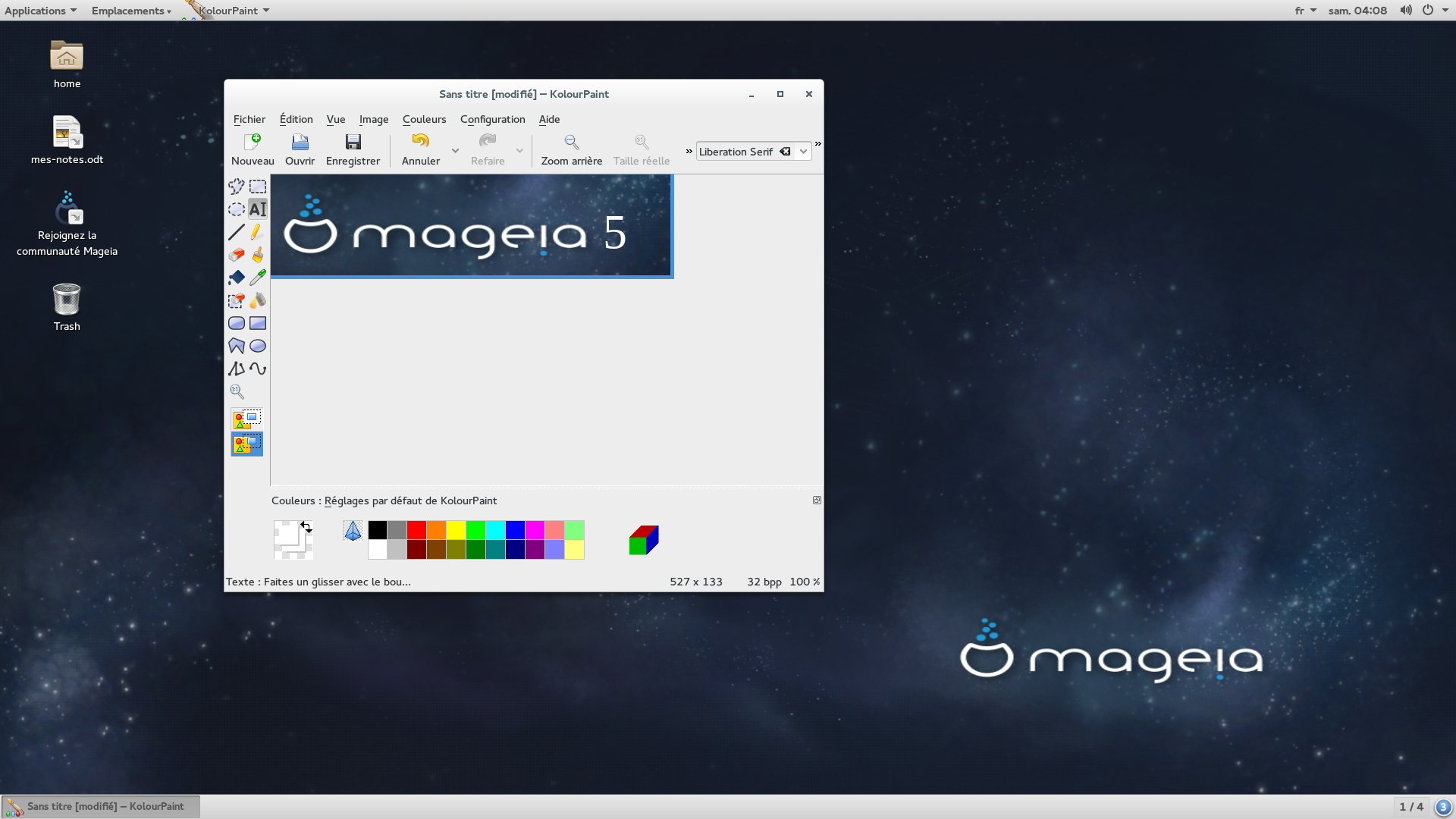
Gnome Classic
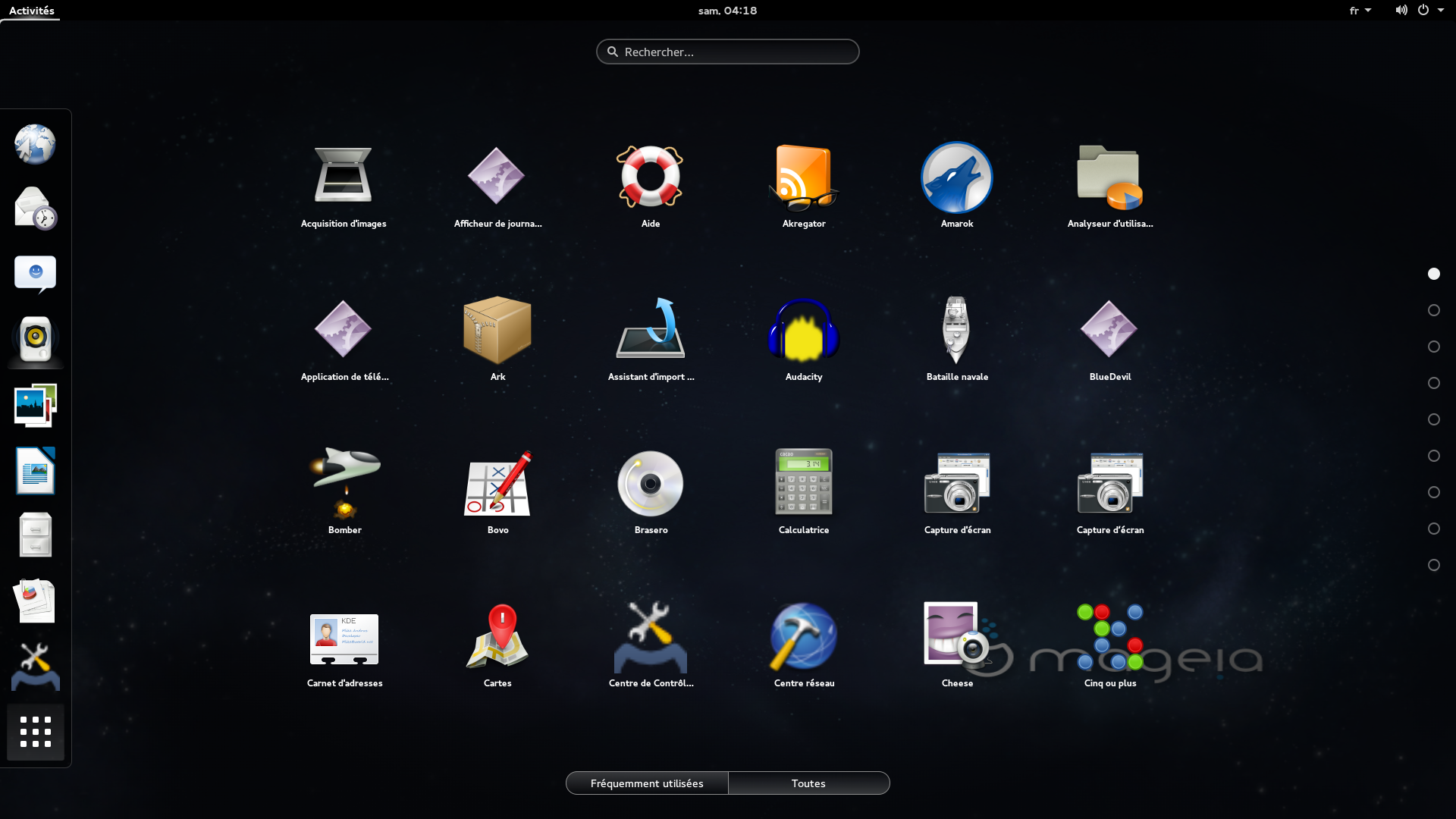
Mageia 5 Gnome 3.14
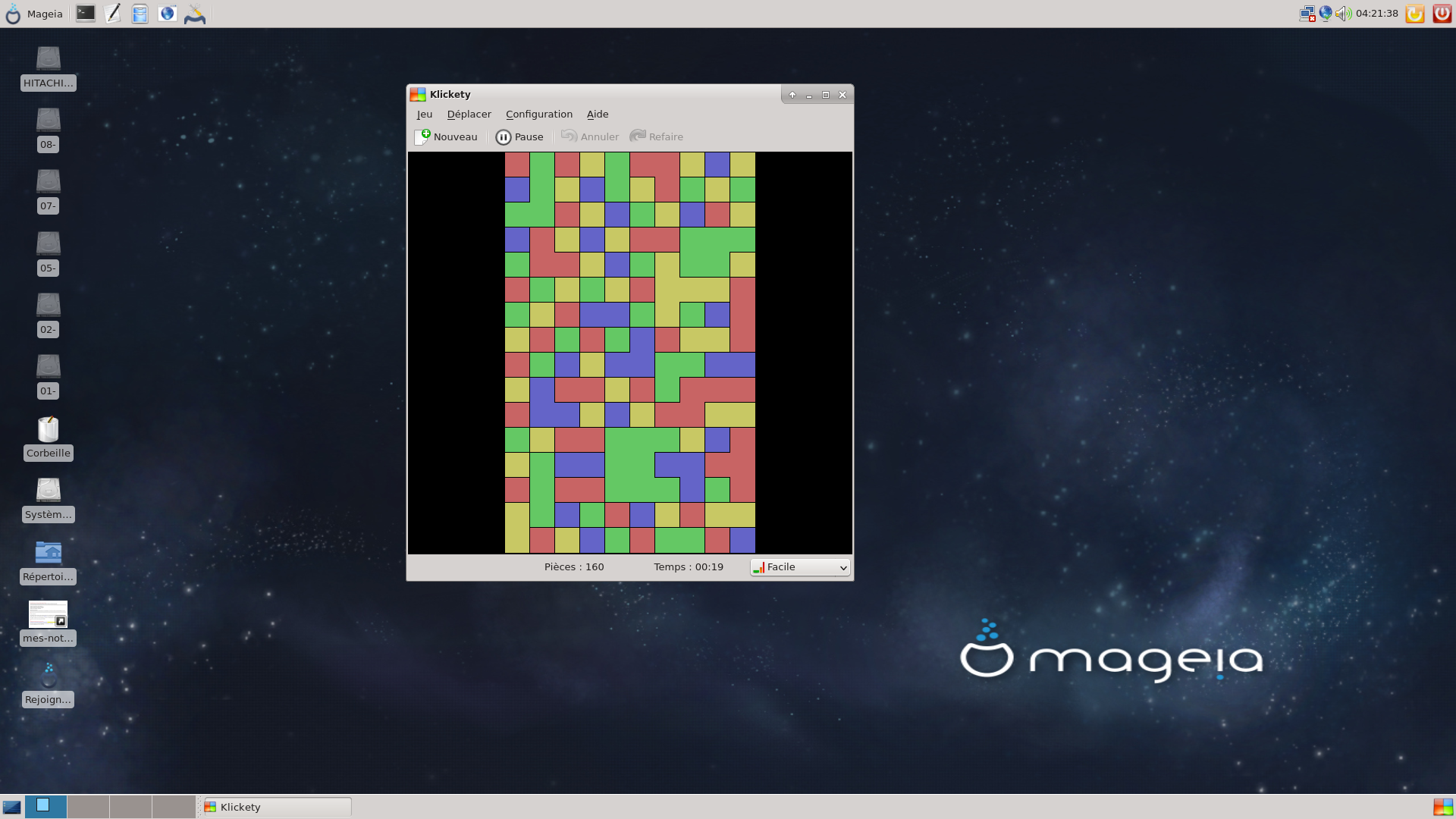
Mageia 5 Xfce 4.12
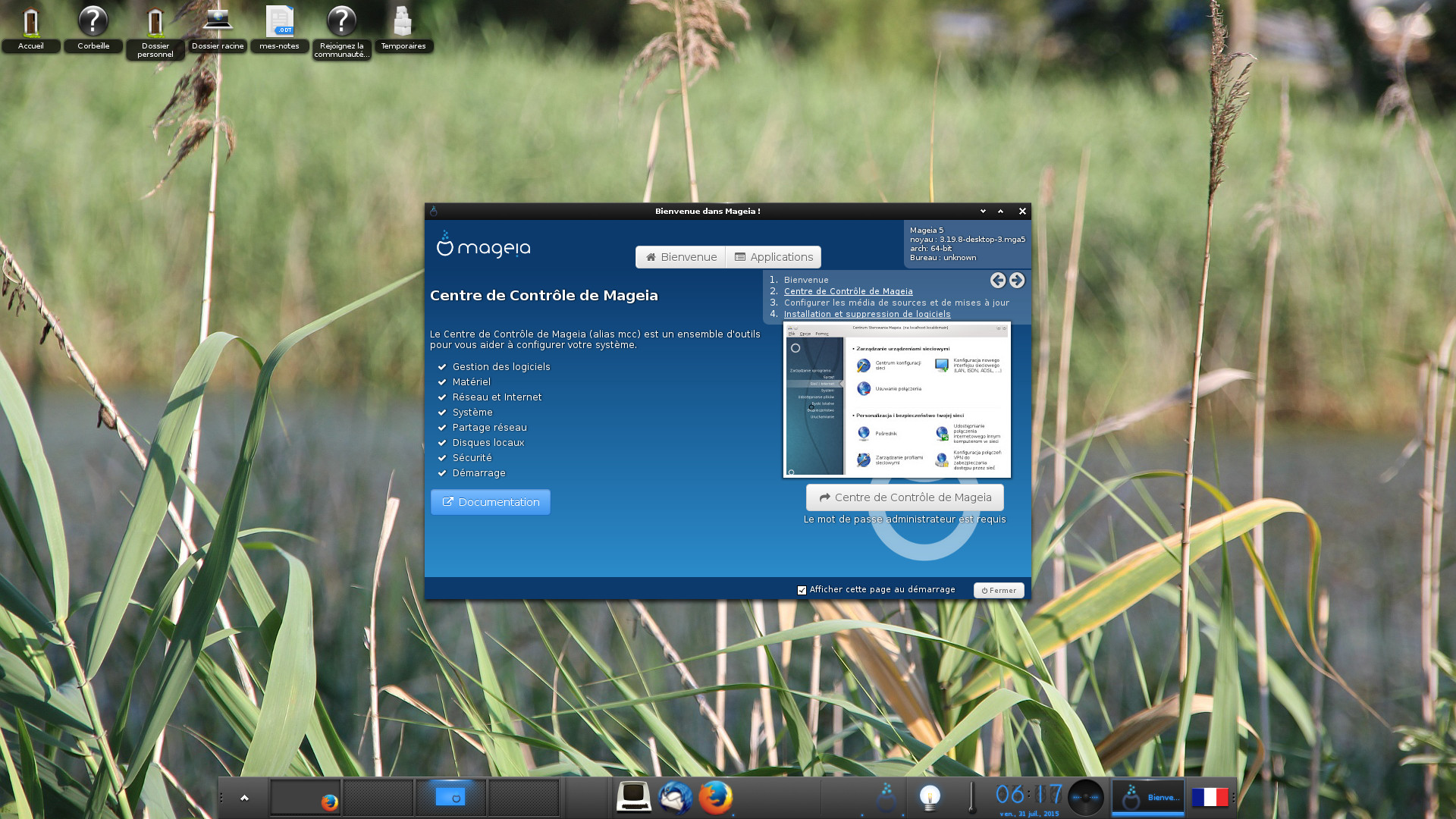
Enlightenment 0.18.8
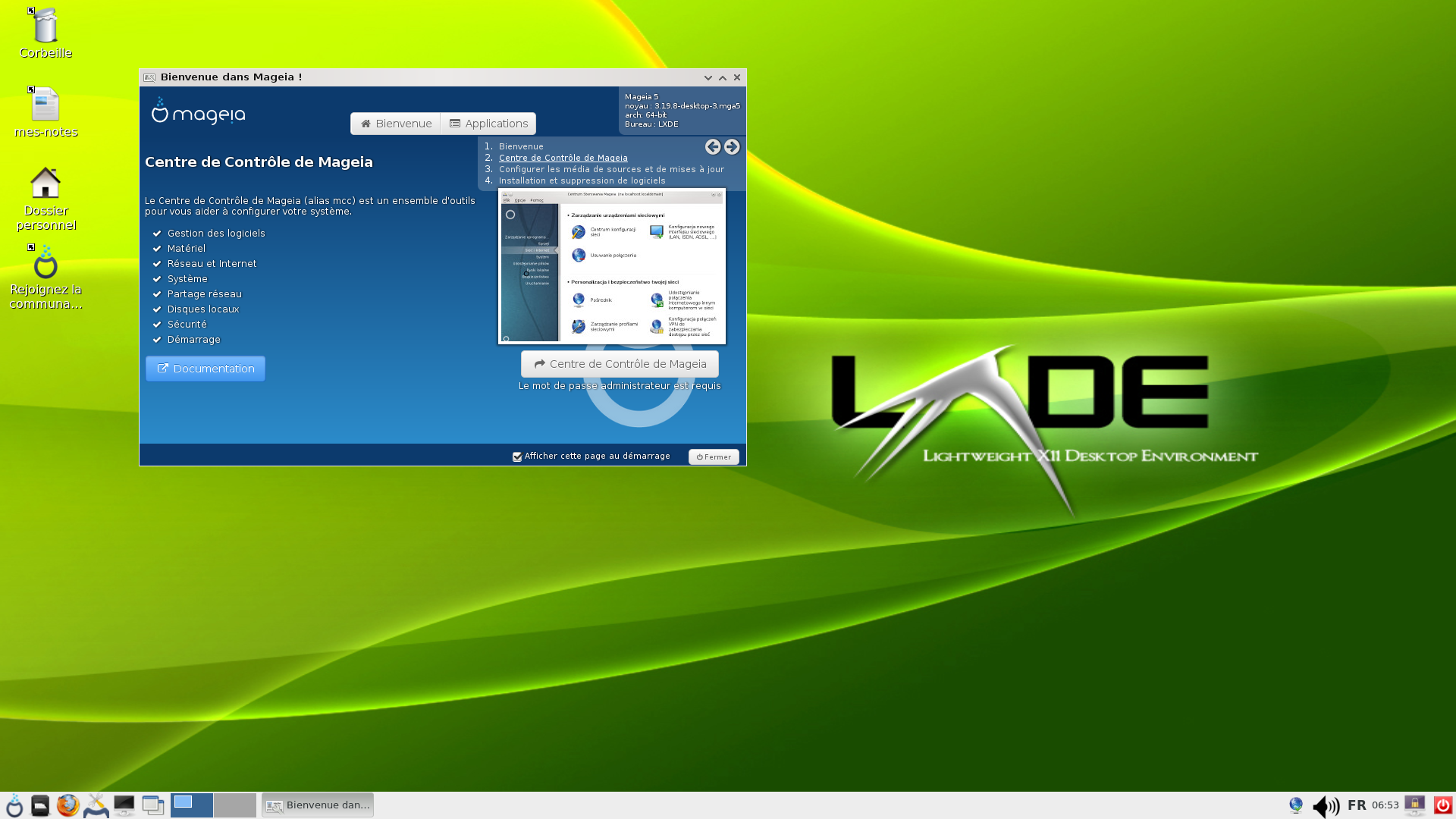
LXDE 3.13
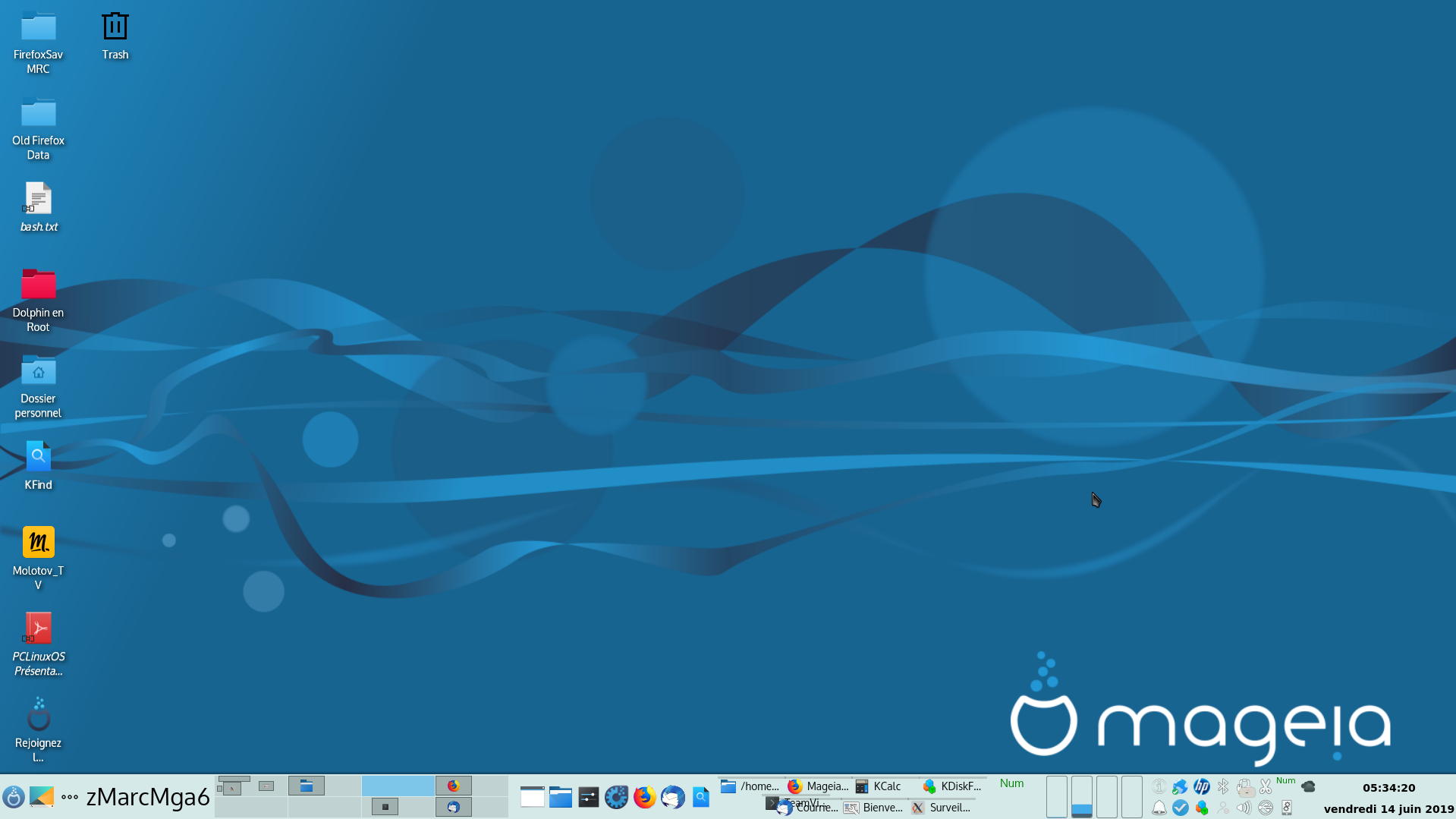
Mageia 6 Bureau KDE Plasma
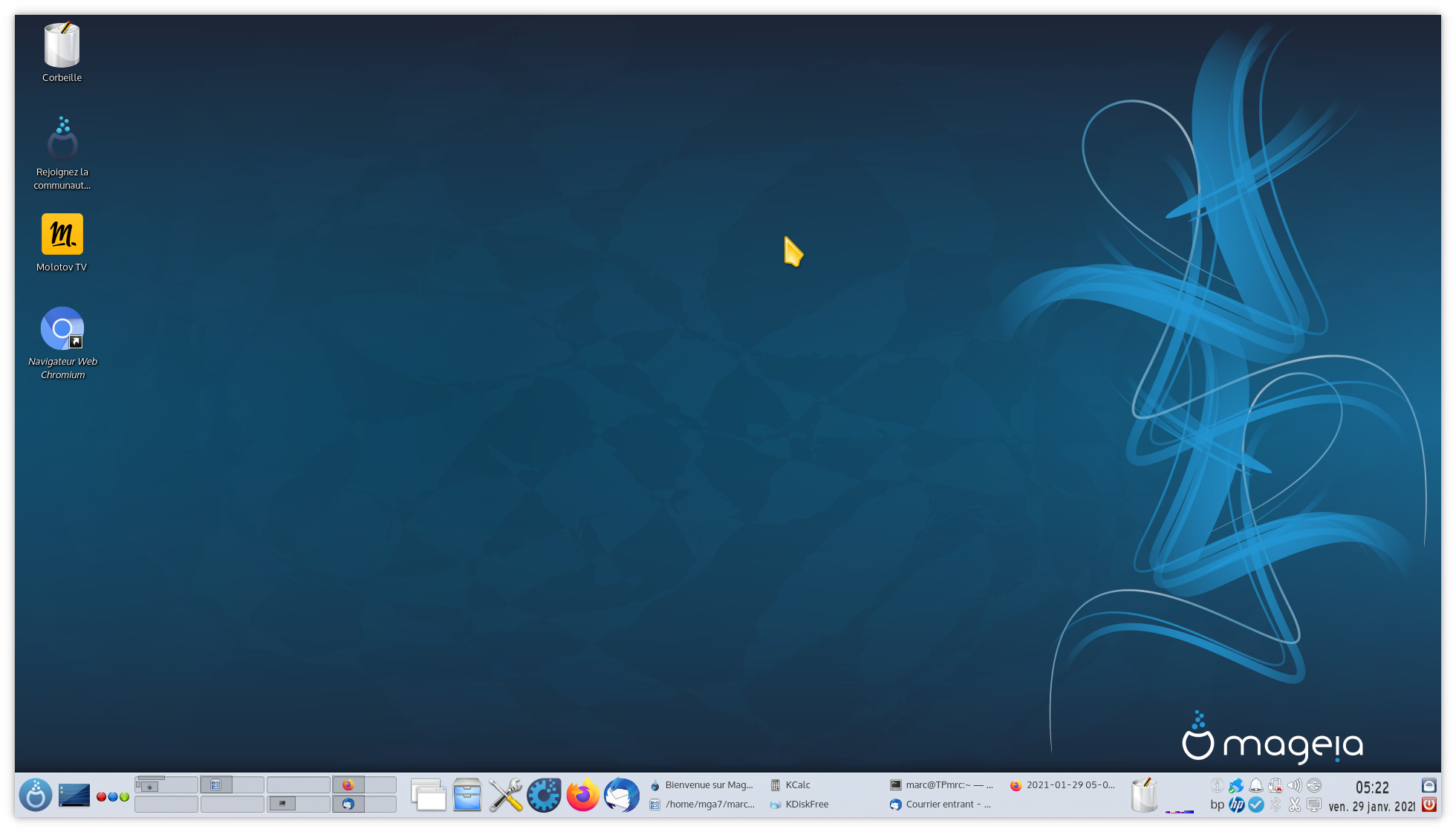
Mageia 7 Bureau KDE Plasma
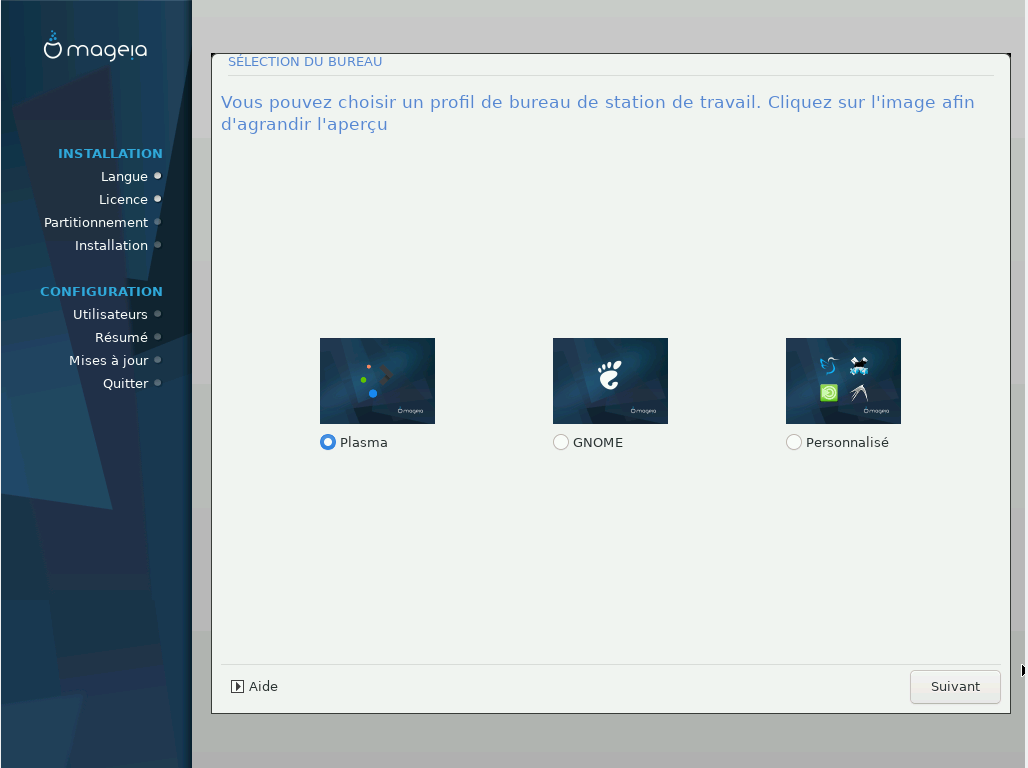
Mageia 9 : Les étapes d’installation
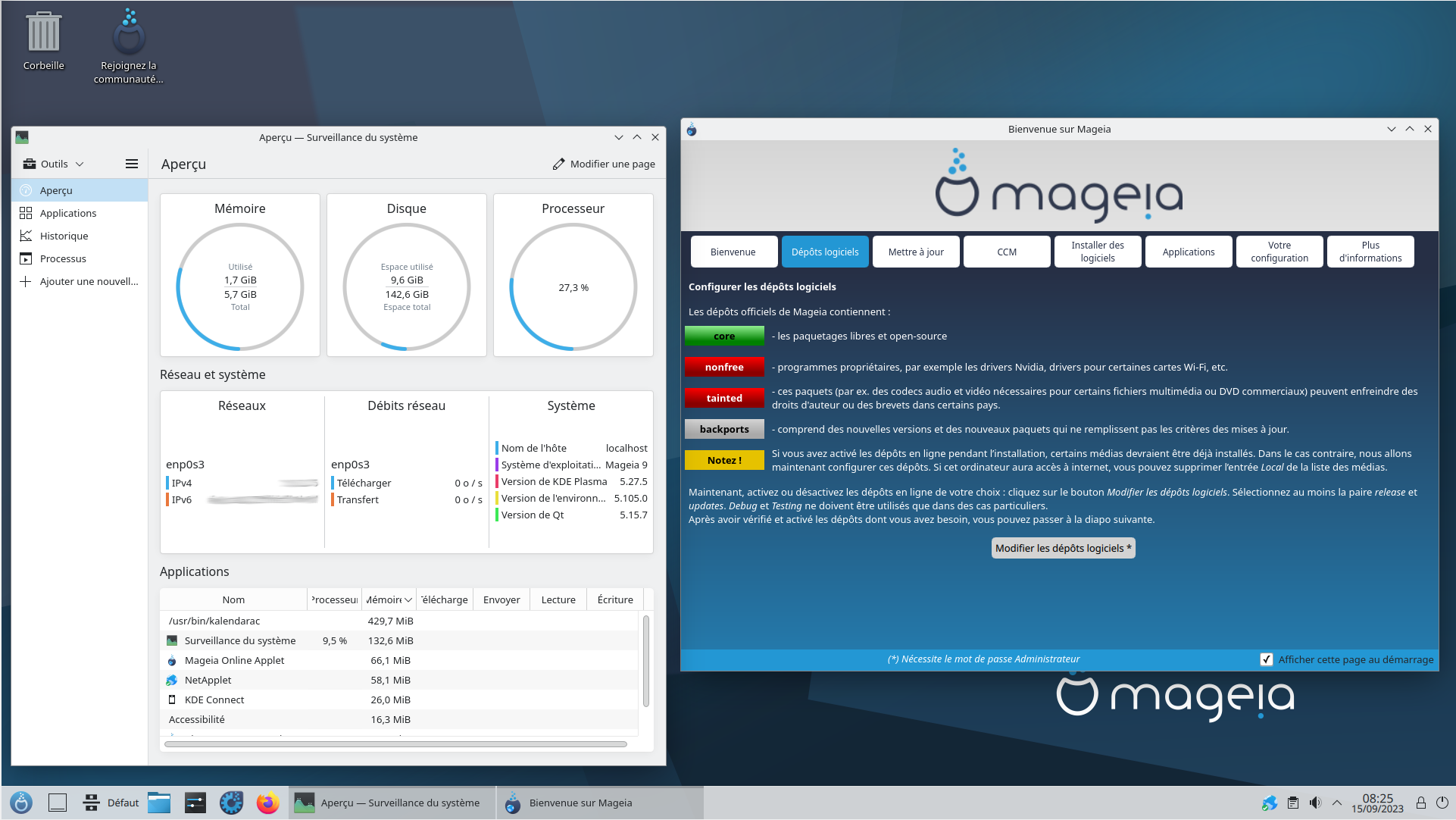
Mageia 9 KDE Plasma : Surveillance du système et l’écran de bienvenue
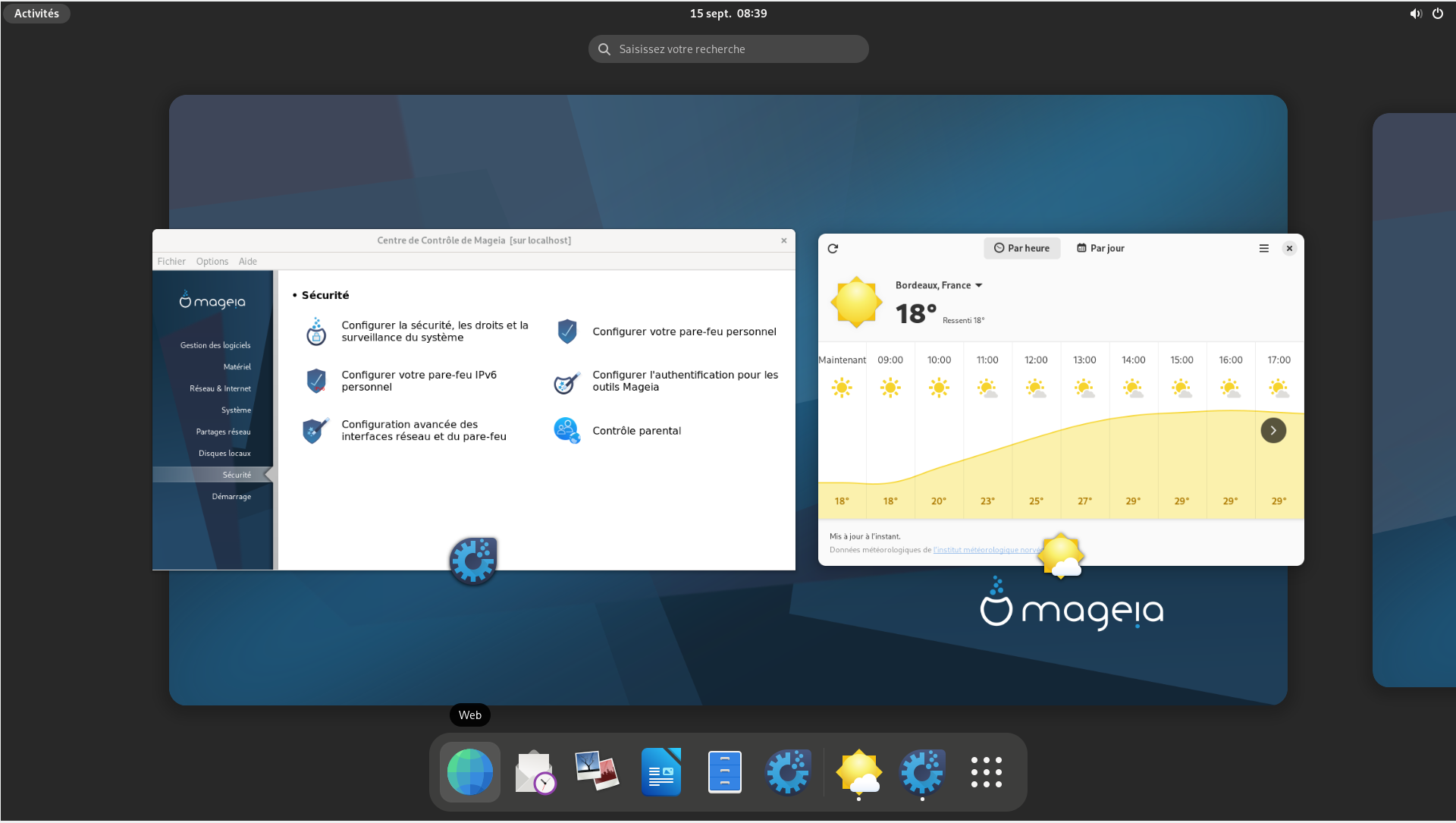
Mageia 9 Gnome-Shell : Le Centre de Contrôle de Mageia et la météo
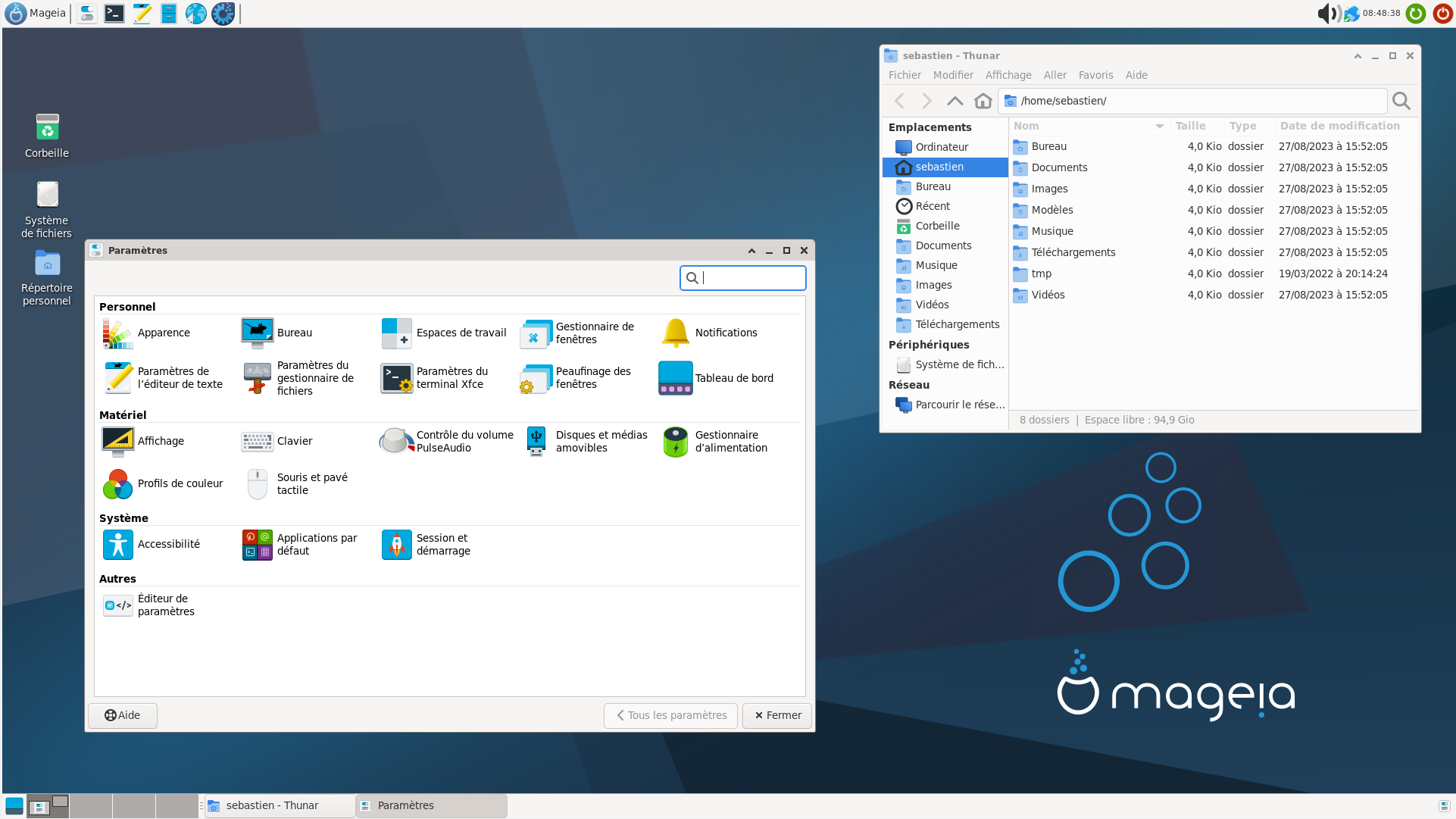
Mageia 9 Xfce : Les paramètres de Xfce et Thunar
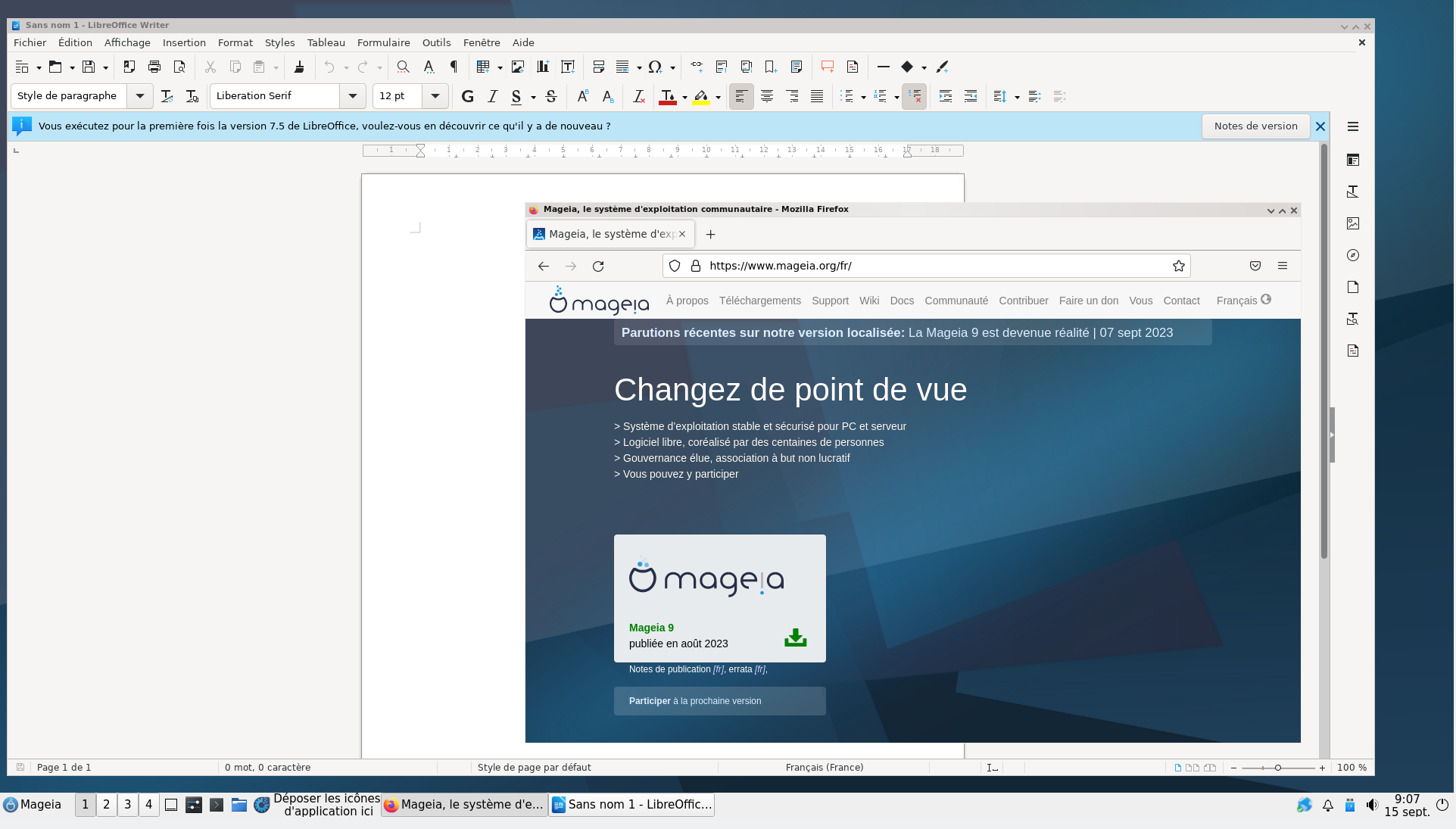
Mageia 9 : LibreOffice et Firefox